# Rhipidia (Rhipidia) inaequipectinata
Rhipidia (Rhipidia) inaequipectinata is een tweevleugelige uit de familie steltmuggen (Limoniidae). De soort komt voor in het Neotropisch gebied.